# ليوبولد روجيتشكا
ليوبولد روجيتشكا (Lavoslav Ružička)، كيميائي كرواتي ولد في 13 سبتمبر 1887 وتوفي في 26 سبتمبر 1976. هو أول كرواتي يفوز بجائزة نوبل، حيث حصل على جائزة النوبل في الكيمياء عام 1975 وذلك «لانجازاته على البولي ميثيلين وعلى تربينات اعلى» 
ولد في النمسا المجر لعائلة فلاحين وحرفيين من أصول ألمانية وتشيكية وكرواتية. درس في أوسيك وكان سيكون كاهنا ولكنه قرر دراسة الكيمياء أملا في التحصل على وظيفة في المصنع الجديد لإعادة تكرير السكر في مسقط رأسه. انتسب إلى جامعة كارلسروهه. كان جيدا في الكيمياء العضوية ولكنه لم يعر اهتماما للمواد التي كان يعتقد أنها لن تساعده في عمله بالمصنع مما جعل أستاذه فريتز هابر يعترض على أن ينال شهادته مع تهنئة اللجنة. حصل على دكتوراه في قسم هرمان شتاودنغر الذي عقد معه علاقة طيبة وتبعه عندما انتقل إلى زيورخ وعمل كمساعد. حصل على الجنسية السويسرية سنة 1917.
حصل على جائزة نوبل في الكيمياء لسنة 1939 مع أدولف بوتنانت.
تم بناء متحفا له في مسقط رأسه سنة 1977 ولكنه دمر من قبل الجيش الصربي سنة 1991 وذلك خلال حرب البلقان.

## روابط خارجية
- ليوبولد روزيتشكا على موقع الموسوعة البريطانية (الإنجليزية)
- ليوبولد روزيتشكا على موقع مونزينجر (الألمانية)
- ليوبولد روزيتشكا على موقع إن إن دي بي (الإنجليزية)